# Humphrey Sturt (2e baron Alington)
Humphrey Napier Sturt (20 août 1859 - 30 juillet 1919) est un pair britannique et homme politique conservateur.

## Carrière
Sturt est le fils de Henry Sturt (1er baron Alington). Il est élu député de East Dorset lors d'une élection partielle en 1891. À la fin de 1902, il indique son intention de ne pas se représenter mais il hérite de la baronnie en février 1904 et déclenche automatiquement une autre élection partielle .

## Famille
Sturt épouse le 25 juin 1883 Lady Féodorovna Yorke, fille de Charles Yorke. En 1897, elle est l'une des invitées du bal costumé du jubilé de diamant de la duchesse de Devonshire .
Ils ont cinq enfants.
- Lois Sturt (née le 25 août 1900 - 1937)
- Diana Isabel Sturt (née le 3 avril 1884)
- Sylvia Sturt (née et décédée en 1886)
- Gerard Philip Montagu Napier Sturt (1893–1918) (décédé des suites de ses blessures)
- Napier Sturt (1896-1940) (décédé de maladie au service de la RAF)